# Себиш
Себиш (рум. Sebiş; венг. Borossebes; нем. Sebesch) — город на западе Румынии, в жудеце Арад.

## География
Расположен в 82 км от административного центра жудеца, города Арад, в долине реки Кришул-Алб.

## Население
Согласно данным переписи 2002 года население города составляет 6327 человек. Этнический состав населения представлен румынами (91,05 %), венграми (2,93 %), цыганами (5,40 %), немцами (0,15 %). 93,48 % населения считает родным румынский язык и 3,24 % — венгерский язык.
Динамика численности населения:
| 1977 | 1992 | 2002 | 2011 |
| ---- | ---- | ---- | ---- |
| 6070 | 6993 | 6327 | 5831 |

## История
Впервые упомянут в письменных источниках в 1542 году. Среди достопримечательностей можно отметить замок XIX века и дом Вальдштейн (сегодня в нём размещается библиотека).

## Города-побратимы
- Элек, Венгрия